# Dina De Santis
Dina De Santis, née Carlotta Provin le 21 octobre 1932 à Vicence et morte le 4 décembre 1985 à Rome, est une actrice italienne.

## Biographie
Dina De Santis remporte enfant un concours de beauté. Dès son plus jeune âge, elle commence à travailler pour le secteur de la publicité et sur scène.
Elle fait ses débuts au cinéma en 1954, dans le mélodrame Lacrime d'amore réalisé par Pino Mercanti, qui lui suggère son nom de scène. Elle est très active dans des films d'aventures, des westerns spaghetti, des péplums et des films d'espionnage, où elle est parfois créditée sous le nom de Dina De Saint.
Elle prend sa retraite d'actrice à la fin des années 1960. En effet, à la suite de son mariage avec l'acteur et producteur Lucio De Santis (1922-2006) en 1967, elle devient secrétaire de production.

## Filmographie
- 1954 : Larmes d'amour (Lacrime d'amore) de Pino Mercanti
- 1955 : Rêve d'amour (Suonno d'ammore) de Sergio Corbucci
- 1955 : La rossa de Luigi Capuano
- 1955 : Una sera di maggio de Giorgio Pàstina
- 1955 : Scapricciatiello de Luigi Capuano : amie de Maria
- 1955 : Io sono la primula rossa de Giorgio Simonelli
- 1956 : Il cavaliere dalla spada nera de László Kiss : dame à la battue de chasse (non créditée)
- 1957 : Serenate per 16 bionde de Marino Girolami : fille française
- 1957 : Rascel-Fifì de Guido Leoni : femme du groupe de Gionata
- 1958 : Le dritte de Mario Amendola : amante de Lello
- 1958 : Venise, la Lune et toi (Venezia, la luna e tu) de Dino Risi : Gina
- 1958 : Serenatella sciuè sciuè de Carlo Campogalliani
- 1959 : Perfide.... ma belle de Giorgio Simonelli : tante de Lauretta
- 1959 : Napoli è tutta una canzone de Ignazio Ferronetti : Nicoletta
- 1959 : Agosto, donne mie non vi conosco de Guido Malatesta
- 1960 : L'Homme aux cent visages (Il mattatore) de Dino Risi : non créditée
- 1960 : Le Retour de Robin des Bois (Il cavaliere dai cento volti) de Pino Mercanti : Cinzia
- 1960 : La banda del buco de Mario Amendola : Marisetta
- 1960 : A qualcuna piace calvo de Mario Amendola : serveuse
- 1961 : Spade senza bandiera de Carlo Veo
- 1961 : Le Secret de l'épervier noir (Il segreto dello sparviero nero) de Domenico Paolella : Ines
- 1961 : La Bataille de Corinthe (Il conquistatore di Corinto) de Mario Costa : Chimene
- 1961 : L'Enlèvement des sabines (Il ratto delle sabine) de Richard Pottier : Marzia
- 1961 : Traqués par la Gestapo (L'oro di Roma) de Carlo Lizzani
- 1961 : Mary la rousse, femme pirate (Le avventure di Mary Read) de Umberto Lenzi : dame flirtant avec Peter
- 1962 : Gli eroi del doppio gioco de Camillo Mastrocinque
- 1963 : Il duca nero de Pino Mercanti : Lavinia Serpieri
- 1963 : Huit et demi (8½) de Federico Fellini : Dina (non créditée)
- 1963 : Goliath et le Cavalier masqué (Golia e il cavaliere mascherato) de Piero Pierotti : Dolores, servante de Blanca
- 1964 : Samson contre tous (Ercole contro Roma) de Piero Pierotti : Arminia
- 1964 : Les Pistolets maudits de Dallas (Las malditas pistolas de Dallas) de José María Zabalza
- 1964 : Trois Dollars de plomb (Tres dólares de plomo) de Pino Mercanti
- 1964 : La Vengeance du doge (Il vendicatore mascherato) de Pino Mercanti : Caterina Ziani
- 1965 : Suspense au Caire pour A 008 (A 008 operazione sterminio) d'Umberto Lenzi : gérante d'un salon de beauté
- 1965 : Juliette des esprits (Giulietta degli spiriti) de Federico Fellini : servante de Susy (non créditée)
- 1965 : Super 7 appelle le Sphinx (Superseven chiama Cairo) de Umberto Lenzi : Tania
- 1965 : Le Mystère de l'île maudite (Il mistero dell'isola maledetta) de Piero Pierotti : Blanca
- 1966 : Zorro le rebelle (Zorro, il ribelle) de Piero Pierotti : Isabel
- 1966 : 1.000.000 de dollars pour 7 assassinats (Un milione di dollari per sette assassini) de Umberto Lenzi : Betty
- 1966 : La Femme du désert (Gli amori di Angelica de Luigi Latini De Marchi
- 1967 : 4 malfrats pour un casse (Assalto al tesoro di stato) de Piero Pierotti : Helga
- 1967 : Delitto a Posillipo - Londra chiama Napoli de Renato Parravicini : Teresa